# Paradonea striatipes
Paradonea striatipes is een spinnensoort uit de familie van de fluweelspinnen (Eresidae).
De wetenschappelijke naam van de soort werd in 1968 gepubliceerd door Reginald Frederick Lawrence.